# Nagycsőrű pacsirta
A nagycsőrű pacsirta (Galerida magnirostris) a madarak osztályának verébalakúak (Passeriformes) rendjébe, ezen belül a pacsirtafélék (Alaudidae) családjába tartozó faj.

## Rendszerezése
A fajt James Francis Stephens angol zoológus és ornitológus írta le 1826-ban, az Alauda nembe Alauda magnirostris néven.

## Alfajok
- Galerida magnirostris sedentaria (Clancey, 1993) – délnyugat-Namíbia, nyugat-Dél-afrikai Köztársaság;
- Galerida magnirostris magnirostris (Stephens, 1826) – délnyugat-Dél-afrikai Köztársaság;
- Galerida magnirostris harei (Roberts, 1924) – nyugat-Dél-afrikai Köztársaság, Lesotho.
- Galerida magnirostris montivaga (Vincent, 1948)

## Előfordulása
Afrika déli részén, a Dél-afrikai Köztársaság, Lesotho és Namíbia területén honos. Természetes élőhelyei a szubtrópusi és trópusi gyepek és cserjések, valamint legelők és szántóföldek. Állandó, nem vonuló faj.

## Megjelenése
Testhossza 18 centiméter, testtömege 35-48 gramm.

## Életmódja
Magokkal és rovarokkal táplálkozik. Monogám, augusztustól novemberig költ.

## Természetvédelmi helyzete
Az elterjedési területe nagyon nagy, egyedszáma pedig növekszik. A Természetvédelmi Világszövetség Vörös listáján nem fenyegetett fajként szerepel.

## Forrás
- A faj szerepel a Természetvédelmi Világszövetség Vörös Listáján. IUCN. (Hozzáférés: 2022. január 13.)
- Thickbilled Lark - The Atlas of Southern African Birds